# أنطونيو غاليانو
أنطونيو غاليانو (بالإسبانية: Antonio Galeano)‏ (22 مارس 2000 بباراغواي - ) هو لاعب كرة قدم باراغواياني في مركز الهجوم.

## روابط خارجية
- أنطونيو غاليانو على موقع قاعدة بيانات كرة القدم.إي يو (الإنجليزية)
- أنطونيو غاليانو على موقع Soccerway.com (الإنجليزية)